# Copa Libertadores 1999
La Copa Libertadores 1999, denominada por motivos comerciales Copa Toyota Libertadores 1999, fue la cuadragésima edición del torneo de clubes más importante de América del Sur, organizado por la Confederación Sudamericana de Fútbol, en la que participaron equipos de once países: Argentina, Bolivia, Brasil, Chile, Colombia, Ecuador, México, Paraguay, Perú, Uruguay y Venezuela.
El campeón fue Palmeiras de Brasil, que logró su primer título en la competición. Gracias a él, disputó la Copa Intercontinental 1999 frente a Manchester United de Inglaterra y consiguió clasificarse a la fase de grupos de la Copa Libertadores 2000.

## Formato
Los representantes de México y Venezuela jugaron una eliminatoria previa en una zona única y bajo el sistema de todos contra todos a ida y vuelta para determinar a los últimos 2 clasificados a la competición. El campeón vigente accedió de manera directa a las fases finales, mientras que los 20 equipos restantes disputaron la Fase de grupos. En ella, los clubes fueron divididos en cinco grupos de 4 equipos cada uno de acuerdo a sus países de origen, de manera que, de haber dos representantes de una misma asociación nacional, ambos debían caer indefectiblemente en la misma zona. Los tres primeros de cada uno de los cinco grupos clasificaron a los octavos de final, en donde se les unió el campeón vigente, iniciándose a partir de esta instancia el sistema de eliminación directa, que pasó posteriormente por los cuartos de final, las semifinales y la final, en la que se declaró al campeón.
|                             |                             | Equipos que entran en esta fase | Equipos que provienen de la fase anterior                                                                                     |
| --------------------------- | --------------------------- | --- | --- |
| Fase de grupos (20 equipos) | Fase de grupos (20 equipos) | - 2 equipos de Argentina, Bolivia, Brasil, Chile, Colombia, Ecuador, Paraguay, Perú y Uruguay - 2 equipos clasificados de la Copa Pre Libertadores 1999 | |
| Fases finales (16 equipos)  | Fases finales (16 equipos)  | - 1 equipo, campeón de la Copa Libertadores 1998 | - 5 equipos primeros de la Fase de grupos - 5 equipos segundos de la Fase de grupos - 5 equipos terceros de la Fase de grupos |

## Copa Pre Libertadores 1999
Los dos clasificados de México y los dos de Venezuela se enfrentaron en la Copa Pre Libertadores, con el fin de determinar a los dos últimos cuadros clasificados a la fase de grupos del certamen. El torneo se desarrolló bajo un sistema de liguilla en donde se enfrentaron todos contra todos. Los equipos ubicados en primer y segundo lugar de la tabla final accedieron a la Copa Libertadores.

### Equipos participantes
| País               | Equipo                                         | Vía de clasificación                                                                                       |
| ------------------ | ---------------------------------------------- | --- |
| México 2 invitados | Monterrey Necaxa                               | Campeón de la Pre Pre Libertadores 1998 Campeón de la Pre Pre Libertadores 1998                            |
| Venezuela 2 cupos  | Universidad de Los Andes Estudiantes de Mérida | Campeón de la Primera División de Venezuela 1997-98 Subcampeón de la Primera División de Venezuela 1997-98 |

### Resultados
| Equipo                   | Pts. | PJ | PG | PE | PP | GF | GC | DG |
| ------------------------ | ---- | -- | -- | -- | -- | -- | -- | -- |
| Monterrey                | 10   | 6  | 3  | 1  | 2  | 13 | 9  | 4  |
| Estudiantes de Mérida    | 10   | 6  | 3  | 1  | 2  | 9  | 9  | 0  |
| Necaxa                   | 9    | 6  | 2  | 3  | 1  | 5  | 3  | 2  |
| Universidad de Los Andes | 4    | 6  | 1  | 1  | 4  | 5  | 11 | –6 |

| \| Fecha \| Lugar \| Local \| Resultado \| Visitante \| \| ------------------------ \| ---------------- \| ------------------------ \| --------- \| ------------------------ \| \| 16 de septiembre de 1998 \| Mérida \| Estudiantes de Mérida \| 3:2 \| Universidad de Los Andes \| \| 23 de septiembre de 1998 \| Ciudad de México \| Necaxa \| 2:2 \| Monterrey \| \| 29 de septiembre de 1998 \| Mérida \| Estudiantes de Mérida \| 0:0 \| Necaxa \| \| 1 de octubre de 1998 \| Mérida \| Universidad de Los Andes \| 0:0 \| Necaxa \| \| 13 de octubre de 1998 \| Mérida \| Estudiantes de Mérida \| 3:0 \| Monterrey \| \| 15 de octubre de 1998 \| Mérida \| Universidad de Los Andes \| 2:1 \| Monterrey \| \| 28 de octubre de 1998 \| Mérida \| Universidad de Los Andes \| 0:2 \| Estudiantes de Mérida \| \| 28 de octubre de 1998 \| Monterrey \| Monterrey \| 1:0 \| Necaxa \| \| 10 de noviembre de 1998 \| Ciudad de México \| Necaxa \| 2:0 \| Estudiantes de Mérida \| \| 12 de noviembre de 1998 \| Monterrey \| Monterrey \| 5:1 \| Estudiantes de Mérida \| \| 17 de noviembre de 1998 \| Ciudad de México \| Necaxa \| 1:0 \| Universidad de Los Andes \| \| 19 de noviembre de 1998 \| Monterrey \| Monterrey \| 4:1 \| Universidad de Los Andes \| |                  |                          |           |                          |
| Fecha | Lugar            | Local                    | Resultado | Visitante                |
| 16 de septiembre de 1998 | Mérida           | Estudiantes de Mérida    | 3:2       | Universidad de Los Andes |
| 23 de septiembre de 1998 | Ciudad de México | Necaxa                   | 2:2       | Monterrey                |
| 29 de septiembre de 1998 | Mérida           | Estudiantes de Mérida    | 0:0       | Necaxa                   |
| 1 de octubre de 1998 | Mérida           | Universidad de Los Andes | 0:0       | Necaxa                   |
| 13 de octubre de 1998 | Mérida           | Estudiantes de Mérida    | 3:0       | Monterrey                |
| 15 de octubre de 1998 | Mérida           | Universidad de Los Andes | 2:1       | Monterrey                |
| 28 de octubre de 1998 | Mérida           | Universidad de Los Andes | 0:2       | Estudiantes de Mérida    |
| 28 de octubre de 1998 | Monterrey        | Monterrey                | 1:0       | Necaxa                   |
| 10 de noviembre de 1998 | Ciudad de México | Necaxa                   | 2:0       | Estudiantes de Mérida    |
| 12 de noviembre de 1998 | Monterrey        | Monterrey                | 5:1       | Estudiantes de Mérida    |
| 17 de noviembre de 1998 | Ciudad de México | Necaxa                   | 1:0       | Universidad de Los Andes |
| 19 de noviembre de 1998 | Monterrey        | Monterrey                | 4:1       | Universidad de Los Andes |

## Equipos participantes
En cursiva los equipos debutantes en el torneo.
| País                             | Equipo                              | Vía de clasificación                                                                                            |
| -------------------------------- | ----------------------------------- | --- |
| Argentina 2 cupos                | River Plate Vélez Sarsfield         | Campeón del Torneo Apertura 1997 Campeón del Torneo Clausura 1998                                               |
| Bolivia 2 cupos                  | Blooming Jorge Wilstermann          | Campeón del Campeonato de Primera División 1998 Subcampeón del Campeonato de Primera División 1998              |
| Brasil 2 cupos + campeón vigente | Vasco da Gama Corinthians Palmeiras | Campeón de la Copa Libertadores 1998 Campeón del Campeonato Brasileño de 1998 Campeón de la Copa de Brasil 1998 |
| Chile 2 cupos                    | Colo-Colo Universidad Católica      | Campeón del Campeonato de Primera División 1998 Ganador de la Liguilla Pre-Libertadores 1998                    |
| Colombia 2 cupos                 | Deportivo Cali Once Caldas          | Campeón del Campeonato Colombiano 1998 Mejor equipo ubicado en la Reclasificación 1998                          |
| Ecuador 2 cupos                  | Liga de Quito Emelec                | Campeón del Campeonato Ecuatoriano de 1998 Subcampeón del Campeonato Ecuatoriano de 1998                        |
| México 1 invitado                | Monterrey                           | 1.º puesto de la Copa Pre Libertadores 1999                                                                     |
| Paraguay 2 cupos                 | Olimpia Cerro Porteño               | Campeón del Campeonato Paraguayo de 1998 Subcampeón del Campeonato Paraguayo de 1998                            |
| Perú 2 cupos                     | Universitario Sporting Cristal      | Campeón del Campeonato Descentralizado 1998 Subcampeón del Campeonato Descentralizado 1998                      |
| Uruguay 2 cupos                  | Nacional Bella Vista                | Campeón del Campeonato Uruguayo de 1998 Ganador de la Liguilla Pre-Libertadores de América de 1998              |
| Venezuela 1 cupo                 | Estudiantes de Mérida               | 2.º puesto de la Copa Pre Libertadores 1999                                                                     |

### Distribución geográfica de los equipos
Distribución geográfica de las sedes de los equipos participantes:

## Fase de grupos

### Grupo 1
| Equipo                | Pts. | PJ | PG | PE | PP | GF | GC | DG |
| --------------------- | ---- | -- | -- | -- | -- | -- | -- | -- |
| Nacional              | 12   | 6  | 4  | 0  | 2  | 9  | 8  | 1  |
| Estudiantes de Mérida | 9    | 6  | 3  | 0  | 3  | 9  | 14 | –5 |
| Bella Vista           | 7    | 6  | 2  | 1  | 3  | 9  | 6  | 3  |
| Monterrey             | 7    | 6  | 2  | 1  | 3  | 10 | 9  | 1  |

| \| Fecha \| Lugar \| Local \| Resultado \| Visitante \| \| ------------- \| ---------- \| --------------------- \| --------- \| --------------------- \| \| 23 de febrero \| Mérida \| Estudiantes de Mérida \| 2:1 \| Monterrey \| \| 24 de febrero \| Montevideo \| Bella Vista \| 0:1 \| Nacional \| \| 2 de marzo \| Monterrey \| Monterrey \| 1:1 \| Bella Vista \| \| 6 de marzo \| Mérida \| Estudiantes de Mérida \| 2:1 \| Bella Vista \| \| 9 de marzo \| Monterrey \| Monterrey \| 1:2 \| Nacional \| \| 13 de marzo \| Mérida \| Estudiantes de Mérida \| 3:1 \| Nacional \| \| 17 de marzo \| Monterrey \| Monterrey \| 4:0 \| Estudiantes de Mérida \| \| 18 de marzo \| Montevideo \| Nacional \| 1:0 \| Bella Vista \| \| 23 de marzo \| Maldonado \| Bella Vista \| 2:0 \| Monterrey \| \| 25 de marzo \| Montevideo \| Nacional \| 2:3 \| Monterrey \| \| 30 de marzo \| Maldonado \| Bella Vista \| 5:1 \| Estudiantes de Mérida \| \| 2 de abril \| Montevideo \| Nacional \| 2:1 \| Estudiantes de Mérida \| |            |                       |           |                       |
| Fecha | Lugar      | Local                 | Resultado | Visitante             |
| 23 de febrero | Mérida     | Estudiantes de Mérida | 2:1       | Monterrey             |
| 24 de febrero | Montevideo | Bella Vista           | 0:1       | Nacional              |
| 2 de marzo | Monterrey  | Monterrey             | 1:1       | Bella Vista           |
| 6 de marzo | Mérida     | Estudiantes de Mérida | 2:1       | Bella Vista           |
| 9 de marzo | Monterrey  | Monterrey             | 1:2       | Nacional              |
| 13 de marzo | Mérida     | Estudiantes de Mérida | 3:1       | Nacional              |
| 17 de marzo | Monterrey  | Monterrey             | 4:0       | Estudiantes de Mérida |
| 18 de marzo | Montevideo | Nacional              | 1:0       | Bella Vista           |
| 23 de marzo | Maldonado  | Bella Vista           | 2:0       | Monterrey             |
| 25 de marzo | Montevideo | Nacional              | 2:3       | Monterrey             |
| 30 de marzo | Maldonado  | Bella Vista           | 5:1       | Estudiantes de Mérida |
| 2 de abril | Montevideo | Nacional              | 2:1       | Estudiantes de Mérida |

### Grupo 2
| Equipo          | Pts. | PJ | PG | PE | PP | GF | GC | DG |
| --------------- | ---- | -- | -- | -- | -- | -- | -- | -- |
| Vélez Sarsfield | 9    | 6  | 2  | 3  | 1  | 6  | 3  | 3  |
| Deportivo Cali  | 9    | 6  | 3  | 0  | 3  | 4  | 8  | –4 |
| River Plate     | 8    | 6  | 2  | 2  | 2  | 8  | 8  | 0  |
| Once Caldas     | 7    | 6  | 2  | 1  | 3  | 7  | 6  | 1  |

| \| Fecha \| Lugar \| Local \| Resultado \| Visitante \| \| ------------- \| ------------ \| --------------- \| --------- \| --------------- \| \| 24 de febrero \| Cali \| Deportivo Cali \| 1:0 \| Once Caldas \| \| 24 de febrero \| Buenos Aires \| Vélez Sarsfield \| 1:1 \| River Plate \| \| 2 de marzo \| Manizales \| Once Caldas \| 4:1 \| River Plate \| \| 4 de marzo \| Cali \| Deportivo Cali \| 1:0 \| River Plate \| \| 9 de marzo \| Manizales \| Once Caldas \| 0:0 \| Vélez Sarsfield \| \| 11 de marzo \| Cali \| Deportivo Cali \| 1:0 \| Vélez Sarsfield \| \| 17 de marzo \| Manizales \| Once Caldas \| 3:0 \| Deportivo Cali \| \| 17 de marzo \| Buenos Aires \| River Plate \| 1:1 \| Vélez Sarsfield \| \| 23 de marzo \| Buenos Aires \| Vélez Sarsfield \| 1:0 \| Once Caldas \| \| 25 de marzo \| Buenos Aires \| River Plate \| 3:0 \| Once Caldas \| \| 6 de abril \| Buenos Aires \| River Plate \| 2:1 \| Deportivo Cali \| \| 8 de abril \| Buenos Aires \| Vélez Sarsfield \| 3:0 \| Deportivo Cali \| |              |                 |           |                 |
| Fecha | Lugar        | Local           | Resultado | Visitante       |
| 24 de febrero | Cali         | Deportivo Cali  | 1:0       | Once Caldas     |
| 24 de febrero | Buenos Aires | Vélez Sarsfield | 1:1       | River Plate     |
| 2 de marzo | Manizales    | Once Caldas     | 4:1       | River Plate     |
| 4 de marzo | Cali         | Deportivo Cali  | 1:0       | River Plate     |
| 9 de marzo | Manizales    | Once Caldas     | 0:0       | Vélez Sarsfield |
| 11 de marzo | Cali         | Deportivo Cali  | 1:0       | Vélez Sarsfield |
| 17 de marzo | Manizales    | Once Caldas     | 3:0       | Deportivo Cali  |
| 17 de marzo | Buenos Aires | River Plate     | 1:1       | Vélez Sarsfield |
| 23 de marzo | Buenos Aires | Vélez Sarsfield | 1:0       | Once Caldas     |
| 25 de marzo | Buenos Aires | River Plate     | 3:0       | Once Caldas     |
| 6 de abril | Buenos Aires | River Plate     | 2:1       | Deportivo Cali  |
| 8 de abril | Buenos Aires | Vélez Sarsfield | 3:0       | Deportivo Cali  |

### Grupo 3
| Equipo        | Pts. | PJ | PG | PE | PP | GF | GC | DG |
| ------------- | ---- | -- | -- | -- | -- | -- | -- | -- |
| Corinthians   | 12   | 6  | 4  | 0  | 2  | 16 | 8  | 8  |
| Palmeiras     | 10   | 6  | 3  | 1  | 2  | 12 | 10 | 2  |
| Cerro Porteño | 7    | 6  | 2  | 1  | 3  | 14 | 20 | –6 |
| Olimpia       | 5    | 6  | 1  | 2  | 3  | 11 | 15 | –4 |

| \| Fecha \| Lugar \| Local \| Resultado \| Visitante \| \| ------------- \| --------- \| ------------- \| --------- \| ------------- \| \| 24 de febrero \| Asunción \| Cerro Porteño \| 4:3 \| Olimpia \| \| 27 de febrero \| São Paulo \| Palmeiras \| 1:0 \| Corinthians \| \| 3 de marzo \| Asunción \| Cerro Porteño \| 2:5 \| Palmeiras \| \| 5 de marzo \| Asunción \| Olimpia \| 4:2 \| Palmeiras \| \| 10 de marzo \| São Paulo \| Corinthians \| 8:2 \| Cerro Porteño \| \| 12 de marzo \| São Paulo \| Palmeiras \| 1:1 \| Olimpia \| \| 17 de marzo \| Asunción \| Olimpia \| 2:2 \| Cerro Porteño \| \| 17 de marzo \| São Paulo \| Corinthians \| 2:1 \| Palmeiras \| \| 24 de marzo \| Asunción \| Cerro Porteño \| 3:0 \| Corinthians \| \| 26 de marzo \| Asunción \| Olimpia \| 1:2 \| Corinthians \| \| 7 de abril \| São Paulo \| Palmeiras \| 2:1 \| Cerro Porteño \| \| 9 de abril \| São Paulo \| Corinthians \| 4:0 \| Olimpia \| |           |               |           |               |
| Fecha | Lugar     | Local         | Resultado | Visitante     |
| 24 de febrero | Asunción  | Cerro Porteño | 4:3       | Olimpia       |
| 27 de febrero | São Paulo | Palmeiras     | 1:0       | Corinthians   |
| 3 de marzo | Asunción  | Cerro Porteño | 2:5       | Palmeiras     |
| 5 de marzo | Asunción  | Olimpia       | 4:2       | Palmeiras     |
| 10 de marzo | São Paulo | Corinthians   | 8:2       | Cerro Porteño |
| 12 de marzo | São Paulo | Palmeiras     | 1:1       | Olimpia       |
| 17 de marzo | Asunción  | Olimpia       | 2:2       | Cerro Porteño |
| 17 de marzo | São Paulo | Corinthians   | 2:1       | Palmeiras     |
| 24 de marzo | Asunción  | Cerro Porteño | 3:0       | Corinthians   |
| 26 de marzo | Asunción  | Olimpia       | 1:2       | Corinthians   |
| 7 de abril | São Paulo | Palmeiras     | 2:1       | Cerro Porteño |
| 9 de abril | São Paulo | Corinthians   | 4:0       | Olimpia       |

### Grupo 4
| Equipo               | Pts. | PJ | PG | PE | PP | GF | GC | DG |
| -------------------- | ---- | -- | -- | -- | -- | -- | -- | -- |
| Universidad Católica | 11   | 6  | 3  | 2  | 1  | 9  | 5  | 4  |
| Colo-Colo            | 8    | 6  | 2  | 2  | 2  | 5  | 7  | –2 |
| Universitario        | 7    | 6  | 2  | 1  | 3  | 7  | 8  | –1 |
| Sporting Cristal     | 5    | 6  | 0  | 5  | 1  | 7  | 8  | –1 |

| \| Fecha \| Lugar \| Local \| Resultado \| Visitante \| \| ------------- \| -------- \| -------------------- \| --------- \| -------------------- \| \| 24 de febrero \| Lima \| Universitario \| 2:1 \| Sporting Cristal \| \| 25 de febrero \| Santiago \| Colo-Colo \| 1:0 \| Universidad Católica \| \| 3 de marzo \| Santiago \| Universidad Católica \| 1:1 \| Sporting Cristal \| \| 4 de marzo \| Lima \| Universitario \| 2:0 \| Colo-Colo \| \| 10 de marzo \| Santiago \| Universidad Católica \| 1:0 \| Universitario \| \| 11 de marzo \| Lima \| Sporting Cristal \| 1:1 \| Colo-Colo \| \| 17 de marzo \| Lima \| Sporting Cristal \| 2:2 \| Universitario \| \| 17 de marzo \| Santiago \| Universidad Católica \| 3:1 \| Colo-Colo \| \| 24 de marzo \| Santiago \| Colo-Colo \| 1:0 \| Universitario \| \| 25 de marzo \| Lima \| Sporting Cristal \| 1:1 \| Universidad Católica \| \| 7 de abril \| Santiago \| Colo-Colo \| 1:1 \| Sporting Cristal \| \| 8 de abril \| Lima \| Universitario \| 1:3 \| Universidad Católica \| |          |                      |           |                      |
| Fecha | Lugar    | Local                | Resultado | Visitante            |
| 24 de febrero | Lima     | Universitario        | 2:1       | Sporting Cristal     |
| 25 de febrero | Santiago | Colo-Colo            | 1:0       | Universidad Católica |
| 3 de marzo | Santiago | Universidad Católica | 1:1       | Sporting Cristal     |
| 4 de marzo | Lima     | Universitario        | 2:0       | Colo-Colo            |
| 10 de marzo | Santiago | Universidad Católica | 1:0       | Universitario        |
| 11 de marzo | Lima     | Sporting Cristal     | 1:1       | Colo-Colo            |
| 17 de marzo | Lima     | Sporting Cristal     | 2:2       | Universitario        |
| 17 de marzo | Santiago | Universidad Católica | 3:1       | Colo-Colo            |
| 24 de marzo | Santiago | Colo-Colo            | 1:0       | Universitario        |
| 25 de marzo | Lima     | Sporting Cristal     | 1:1       | Universidad Católica |
| 7 de abril | Santiago | Colo-Colo            | 1:1       | Sporting Cristal     |
| 8 de abril | Lima     | Universitario        | 1:3       | Universidad Católica |

### Grupo 5
| Equipo            | Pts. | PJ | PG | PE | PP | GF | GC | DG |
| ----------------- | ---- | -- | -- | -- | -- | -- | -- | -- |
| Liga de Quito     | 10   | 6  | 3  | 1  | 2  | 10 | 8  | 2  |
| Emelec            | 9    | 6  | 3  | 0  | 3  | 9  | 12 | –3 |
| Jorge Wilstermann | 8    | 6  | 2  | 2  | 2  | 9  | 9  | 0  |
| Blooming          | 7    | 6  | 2  | 1  | 3  | 5  | 4  | 1  |

| \| Fecha \| Lugar \| Local \| Resultado \| Visitante \| \| ------------- \| ---------- \| ----------------- \| --------- \| ----------------- \| \| 21 de febrero \| Quito \| Liga de Quito \| 4:1 \| Emelec \| \| 24 de febrero \| Santa Cruz \| Blooming \| 0:0 \| Jorge Wilstermann \| \| 2 de marzo \| Guayaquil \| Emelec \| 3:2 \| Jorge Wilstermann \| \| 5 de marzo \| Quito \| Liga de Quito \| 3:1 \| Jorge Wilstermann \| \| 9 de marzo \| Guayaquil \| Emelec \| 1:0 \| Blooming \| \| 12 de marzo \| Quito \| Liga de Quito \| 1:0 \| Blooming \| \| 17 de marzo \| Guayaquil \| Emelec \| 2:0 \| Liga de Quito \| \| 17 de marzo \| Cochabamba \| Jorge Wilstermann \| 1:0 \| Blooming \| \| 23 de marzo \| Cochabamba \| Jorge Wilstermann \| 4:2 \| Emelec \| \| 26 de marzo \| Santa Cruz \| Blooming \| 2:0 \| Emelec \| \| 6 de abril \| Cochabamba \| Jorge Wilstermann \| 1:1 \| Liga de Quito \| \| 9 de abril \| Santa Cruz \| Blooming \| 3:1 \| Liga de Quito \| |            |                   |           |                   |
| Fecha | Lugar      | Local             | Resultado | Visitante         |
| 21 de febrero | Quito      | Liga de Quito     | 4:1       | Emelec            |
| 24 de febrero | Santa Cruz | Blooming          | 0:0       | Jorge Wilstermann |
| 2 de marzo | Guayaquil  | Emelec            | 3:2       | Jorge Wilstermann |
| 5 de marzo | Quito      | Liga de Quito     | 3:1       | Jorge Wilstermann |
| 9 de marzo | Guayaquil  | Emelec            | 1:0       | Blooming          |
| 12 de marzo | Quito      | Liga de Quito     | 1:0       | Blooming          |
| 17 de marzo | Guayaquil  | Emelec            | 2:0       | Liga de Quito     |
| 17 de marzo | Cochabamba | Jorge Wilstermann | 1:0       | Blooming          |
| 23 de marzo | Cochabamba | Jorge Wilstermann | 4:2       | Emelec            |
| 26 de marzo | Santa Cruz | Blooming          | 2:0       | Emelec            |
| 6 de abril | Cochabamba | Jorge Wilstermann | 1:1       | Liga de Quito     |
| 9 de abril | Santa Cruz | Blooming          | 3:1       | Liga de Quito     |

## Fases finales

### Cuadro de desarrollo
|  | Octavos de final  | Octavos de final      | Octavos de final      | Octavos de final      | Octavos de final  |   |                 | Cuartos de final | Cuartos de final | Cuartos de final | Cuartos de final | Cuartos de final |  |               | Semifinales      | Semifinales      | Semifinales      | Semifinales      | Semifinales      |  |               | Final           | Final           | Final           | Final           | Final           |  |
|  | 14 al 21 de abril | 14 al 21 de abril     | 14 al 21 de abril     | 14 al 21 de abril     | 14 al 21 de abril |   |                 | 5 al 12 de mayo  | 5 al 12 de mayo  | 5 al 12 de mayo  | 5 al 12 de mayo  | 5 al 12 de mayo  |  |               | 19 al 26 de mayo | 19 al 26 de mayo | 19 al 26 de mayo | 19 al 26 de mayo | 19 al 26 de mayo |  |               | 2 y 16 de junio | 2 y 16 de junio | 2 y 16 de junio | 2 y 16 de junio | 2 y 16 de junio |  |
|  |                   |                       |                       |                       |                   |   |                 |                  |                  |                  |                  |                  |  |               |                  |                  |                  |                  |                  |  |               |                 |                 |                 |                 |                 |  |
|  |                   |                       |                       |                       |                   |   |                 |                  |                  |                  |                  |                  |  |               |                  |                  |                  |                  |                  |  |               |                 |                 |                 |                 |                 |  |
|  | G3 1              | Corinthians           | 1                     | 5                     | 6                 |   |                 |                  |                  |                  |                  |                  |  |               |                  |                  |                  |                  |                  |  |               |                 |                 |                 |                 |                 |  |
|  | G3 1              | Corinthians           | 1                     | 5                     | 6                 |   |                 |                  |                  |                  |                  |                  |  |               |                  |                  |                  |                  |                  |  |               |                 |                 |                 |                 |                 |  |
|  | G5 3              | Jorge Wilstermann     | 1                     | 2                     | 3                 |   |                 |                  |                  |                  |                  |                  |  |               |                  |                  |                  |                  |                  |  |               |                 |                 |                 |                 |                 |  |
|  | G5 3              | Jorge Wilstermann     | 1                     | 2                     | 3                 |   | Corinthians     | Corinthians      | 0                | 2                | 2 (2)            |                  |  |               |                  |                  |                  |                  |                  |  |               |                 |                 |                 |                 |                 |  |
|  |                   |                       |                       |                       |                   |   | Corinthians     | Corinthians      | 0                | 2                | 2 (2)            |                  |  |               |                  |                  |                  |                  |                  |  |               |                 |                 |                 |                 |                 |  |
|  |                   |                       | Palmeiras (p)         | Palmeiras (p)         | 2                 | 0 | 2 (4)           |                  |                  |                  |                  |                  |  |               |                  |                  |                  |                  |                  |  |               |                 |                 |                 |                 |                 |  |
|  | CV                | Vasco da Gama         | Palmeiras (p)         | Palmeiras (p)         | 2                 | 0 | 2 (4)           | 1                | 2                | 3                |                  |                  |  |               |                  |                  |                  |                  |                  |  |               |                 |                 |                 |                 |                 |  |
|  | CV                | Vasco da Gama         |                       |                       |                   |   |                 |                  |                  | 3                |                  |                  |  |               |                  |                  |                  |                  |                  |  |               |                 |                 |                 |                 |                 |  |
|  | G3 2              | Palmeiras             | 1                     | 4                     | 5                 |   |                 |                  |                  |                  |                  |                  |  |               |                  |                  |                  |                  |                  |  |               |                 |                 |                 |                 |                 |  |
|  | G3 2              | Palmeiras             | 1                     | 4                     | 5                 |   |                 |                  |                  |                  |                  |                  |  | Palmeiras     | Palmeiras        | 0                | 3                | 3                |                  |  |               |                 |                 |                 |                 |                 |  |
|  |                   |                       |                       |                       |                   |   |                 |                  |                  |                  |                  |                  |  | Palmeiras     | Palmeiras        | 0                | 3                | 3                |                  |  |               |                 |                 |                 |                 |                 |  |
|  |                   |                       | River Plate           | River Plate           | 1                 | 0 | 1               |                  |                  |                  |                  |                  |  |               |                  |                  |                  |                  |                  |  |               |                 |                 |                 |                 |                 |  |
|  | G2 1              | Vélez Sarsfield       | River Plate           | River Plate           | 1                 | 0 | 1               | 0                | 4                | 4                |                  |                  |  |               |                  |                  |                  |                  |                  |  |               |                 |                 |                 |                 |                 |  |
|  | G2 1              | Vélez Sarsfield       |                       |                       |                   |   |                 |                  |                  | 4                |                  |                  |  |               |                  |                  |                  |                  |                  |  |               |                 |                 |                 |                 |                 |  |
|  | G4 3              | Universitario         | 0                     | 0                     | 0                 |   |                 |                  |                  |                  |                  |                  |  |               |                  |                  |                  |                  |                  |  |               |                 |                 |                 |                 |                 |  |
|  | G4 3              | Universitario         | 0                     | 0                     | 0                 |   | Vélez Sarsfield | Vélez Sarsfield  | 0                | 1                | 1                |                  |  |               |                  |                  |                  |                  |                  |  |               |                 |                 |                 |                 |                 |  |
|  |                   |                       |                       |                       |                   |   | Vélez Sarsfield | Vélez Sarsfield  | 0                | 1                | 1                |                  |  |               |                  |                  |                  |                  |                  |  |               |                 |                 |                 |                 |                 |  |
|  |                   |                       | River Plate           | River Plate           | 2                 | 0 | 2               |                  |                  |                  |                  |                  |  |               |                  |                  |                  |                  |                  |  |               |                 |                 |                 |                 |                 |  |
|  | G5 1              | Liga de Quito         | River Plate           | River Plate           | 2                 | 0 | 2               | 0                | 1                | 1 (4)            |                  |                  |  |               |                  |                  |                  |                  |                  |  |               |                 |                 |                 |                 |                 |  |
|  | G5 1              | Liga de Quito         |                       |                       |                   |   |                 |                  |                  | 1 (4)            |                  |                  |  |               |                  |                  |                  |                  |                  |  |               |                 |                 |                 |                 |                 |  |
|  | G2 3              | River Plate (p)       | 1                     | 0                     | 1 (5)             |   |                 |                  |                  |                  |                  |                  |  |               |                  |                  |                  |                  |                  |  |               |                 |                 |                 |                 |                 |  |
|  | G2 3              | River Plate (p)       | 1                     | 0                     | 1 (5)             |   |                 |                  |                  |                  |                  |                  |  |               |                  |                  |                  |                  |                  |  | Palmeiras (p) | Palmeiras (p)   | 0               | 2               | 2 (4)           |                 |  |
|  |                   |                       |                       |                       |                   |   |                 |                  |                  |                  |                  |                  |  |               |                  |                  |                  |                  |                  |  | Palmeiras (p) | Palmeiras (p)   | 0               | 2               | 2 (4)           |                 |  |
|  |                   |                       | Deportivo Cali        | Deportivo Cali        | 1                 | 1 | 2 (3)           |                  |                  |                  |                  |                  |  |               |                  |                  |                  |                  |                  |  |               |                 |                 |                 |                 |                 |  |
|  | G1 1              | Nacional              | Deportivo Cali        | Deportivo Cali        | 1                 | 1 | 2 (3)           | 0                | 2                | 2                |                  |                  |  |               |                  |                  |                  |                  |                  |  |               |                 |                 |                 |                 |                 |  |
|  | G1 1              | Nacional              |                       |                       |                   |   |                 |                  |                  | 2                |                  |                  |  |               |                  |                  |                  |                  |                  |  |               |                 |                 |                 |                 |                 |  |
|  | G3 3              | Cerro Porteño         | 5                     | 1                     | 6                 |   |                 |                  |                  |                  |                  |                  |  |               |                  |                  |                  |                  |                  |  |               |                 |                 |                 |                 |                 |  |
|  | G3 3              | Cerro Porteño         | 5                     | 1                     | 6                 |   | Cerro Porteño   | Cerro Porteño    | 0                | 4                | 4                |                  |  |               |                  |                  |                  |                  |                  |  |               |                 |                 |                 |                 |                 |  |
|  |                   |                       |                       |                       |                   |   | Cerro Porteño   | Cerro Porteño    | 0                | 4                | 4                |                  |  |               |                  |                  |                  |                  |                  |  |               |                 |                 |                 |                 |                 |  |
|  |                   |                       | Estudiantes de Mérida | Estudiantes de Mérida | 3                 | 0 | 3               |                  |                  |                  |                  |                  |  |               |                  |                  |                  |                  |                  |  |               |                 |                 |                 |                 |                 |  |
|  | G1 2              | Estudiantes de Mérida | Estudiantes de Mérida | Estudiantes de Mérida | 3                 | 0 | 3               | 3                | 0                | 3                |                  |                  |  |               |                  |                  |                  |                  |                  |  |               |                 |                 |                 |                 |                 |  |
|  | G1 2              | Estudiantes de Mérida |                       |                       |                   |   |                 |                  |                  | 3                |                  |                  |  |               |                  |                  |                  |                  |                  |  |               |                 |                 |                 |                 |                 |  |
|  | G5 2              | Emelec                | 1                     | 1                     | 2                 |   |                 |                  |                  |                  |                  |                  |  |               |                  |                  |                  |                  |                  |  |               |                 |                 |                 |                 |                 |  |
|  | G5 2              | Emelec                | 1                     | 1                     | 2                 |   |                 |                  |                  |                  |                  |                  |  | Cerro Porteño | Cerro Porteño    | 0                | 3                | 3                |                  |  |               |                 |                 |                 |                 |                 |  |
|  |                   |                       |                       |                       |                   |   |                 |                  |                  |                  |                  |                  |  | Cerro Porteño | Cerro Porteño    | 0                | 3                | 3                |                  |  |               |                 |                 |                 |                 |                 |  |
|  |                   |                       | Deportivo Cali        | Deportivo Cali        | 4                 | 2 | 6               |                  |                  |                  |                  |                  |  |               |                  |                  |                  |                  |                  |  |               |                 |                 |                 |                 |                 |  |
|  | G4 1              | Universidad Católica  | Deportivo Cali        | Deportivo Cali        | 4                 | 2 | 6               | 2                | 1                | 3                |                  |                  |  |               |                  |                  |                  |                  |                  |  |               |                 |                 |                 |                 |                 |  |
|  | G4 1              | Universidad Católica  |                       |                       |                   |   |                 |                  |                  | 3                |                  |                  |  |               |                  |                  |                  |                  |                  |  |               |                 |                 |                 |                 |                 |  |
|  | G1 3              | Bella Vista           | 2                     | 3                     | 5                 |   |                 |                  |                  |                  |                  |                  |  |               |                  |                  |                  |                  |                  |  |               |                 |                 |                 |                 |                 |  |
|  | G1 3              | Bella Vista           | 2                     | 3                     | 5                 |   | Bella Vista     | Bella Vista      | 1                | 1                | 2                |                  |  |               |                  |                  |                  |                  |                  |  |               |                 |                 |                 |                 |                 |  |
|  |                   |                       |                       |                       |                   |   | Bella Vista     | Bella Vista      | 1                | 1                | 2                |                  |  |               |                  |                  |                  |                  |                  |  |               |                 |                 |                 |                 |                 |  |
|  |                   |                       | Deportivo Cali        | Deportivo Cali        | 2                 | 1 | 3               |                  |                  |                  |                  |                  |  |               |                  |                  |                  |                  |                  |  |               |                 |                 |                 |                 |                 |  |
|  | G4 2              | Colo-Colo             | Deportivo Cali        | Deportivo Cali        | 2                 | 1 | 3               | 0                | 1                | 1                |                  |                  |  |               |                  |                  |                  |                  |                  |  |               |                 |                 |                 |                 |                 |  |
|  | G4 2              | Colo-Colo             |                       |                       |                   |   |                 |                  |                  | 1                |                  |                  |  |               |                  |                  |                  |                  |                  |  |               |                 |                 |                 |                 |                 |  |
|  | G2 2              | Deportivo Cali        | 2                     | 0                     | 2                 |   |                 |                  |                  |                  |                  |                  |  |               |                  |                  |                  |                  |                  |  |               |                 |                 |                 |                 |                 |  |
|  | G2 2              | Deportivo Cali        | 2                     | 0                     | 2                 |   |                 |                  |                  |                  |                  |                  |  |               |                  |                  |                  |                  |                  |  |               |                 |                 |                 |                 |                 |  |
|  |                   |                       |                       |                       |                   |   |                 |                  |                  |                  |                  |                  |  |               |                  |                  |                  |                  |                  |  |               |                 |                 |                 |                 |                 |  |

- Nota: En cada llave, el equipo que ocupa la primera línea es el que definió la serie como local.
- Nota 2: En las llaves de octavos de final, a cada equipo se le indica "Gx p", donde p es la posición final que ocupó en el grupo x de la fase de grupos.

### Octavos de final
| 14 de abril de 1999 | Jorge Wilstermann | 1:1 (0:0) | Corinthians    | Estadio Félix Capriles, Cochabamba |                               |
|                     | João 48'          |           | 69' Marcelinho | Árbitro(s): Epifanio González      | Árbitro(s): Epifanio González |

| 21 de abril de 1999 | Corinthians                                  | 5:2 (2:0) | Jorge Wilstermann             | Estadio Pacaembú, São Paulo |                           |
|                     | Edílson 31' · Dinei 44', 80' · Nenê 50', 86' |           | 82' Villarroel · 82' Cárdenas | Árbitro(s): Ubaldo Aquino   | Árbitro(s): Ubaldo Aquino |

| 14 de abril de 1999 | Palmeiras | 1:1 (1:0) | Vasco da Gama | Estadio Palestra Itália, São Paulo |                            |
|                     | Oséas 41' |           | 64' Guilherme | Árbitro(s): Márcio Rezende         | Árbitro(s): Márcio Rezende |

| 21 de abril de 1999 | Vasco da Gama                  | 2:4 (2:2) | Palmeiras                            | Estadio São Januário, Río de Janeiro |                             |
|                     | Luizão 3' · Sampaio 34' (a.g.) |           | 28' Nunes · 31', 48' Alex · 50' Arce | Árbitro(s): Wilson de Souza          | Árbitro(s): Wilson de Souza |

| 14 de abril de 1999 | Universitario | 0:0 | Vélez Sarsfield | Estadio Nacional, Lima                                 |  |
|                     |               |     |                 | Asistencia: 44 750 espectadores Árbitro(s): Óscar Ruiz |  |

| 21 de abril de 1999 | Vélez Sarsfield                            | 4:0 (2:0) | Universitario | Estadio José Amalfitani, Buenos Aires |                                 |
|                     | Chilavert 6' · Camps 40' · Husaín 81', 88' |           |               | Árbitro(s): Oscar Roberto Godói       | Árbitro(s): Oscar Roberto Godói |

| 14 de abril de 1999 | River Plate     | 1:0 (1:0) | Liga de Quito | Estadio Monumental, Buenos Aires |                                  |
|                     | Netto 8' (pen.) |           |               | Árbitro(s): Mario Sánchez Yantén | Árbitro(s): Mario Sánchez Yantén |

| 21 de abril de 1999 | Liga de Quito                                  | 1:0 (0:0) (4:5 p.)         | River Plate                                 | Estadio Casa Blanca, Quito    |                               |
|                     | Capurro 88'                                    |                            |                                             | Árbitro(s): José Luis Da Rosa | Árbitro(s): José Luis Da Rosa |
|                     |                                                | Tiros desde el punto penal |                                             |                               |                               |
|                     | Pérez · de la Cruz · Hurtado · Mejía · Escobar |                            | Netto · Ramos · Gancedo · Berizzo · Astrada |                               |                               |

| 14 de abril de 1999 | Cerro Porteño                                                  | 5:0 (3:0) | Nacional | Estadio Defensores del Chaco, Asunción |                              |
|                     | Blanco 1' · Campos 30' · M. Caballero 45', 65' · Gauchinho 57' |           |          | Árbitro(s): Cláudio Cerdeira           | Árbitro(s): Cláudio Cerdeira |

| 21 de abril de 1999 | Nacional             | 2:1 (1:0) | Cerro Porteño | Estadio Centenario, Montevideo |                        |
|                     | Sosa 26' · Álvez 86' |           | 46' Fernández | Árbitro(s): Guido Aros         | Árbitro(s): Guido Aros |

| 14 de abril de 1999 | Emelec     | 1:3 (1:3) | Estudiantes de Mérida       | Estadio George Capwell, Guayaquil |                          |
|                     | Juárez 31' |           | 14', 41' Raíces · 26' Morán | Árbitro(s): Flavio Rojas          | Árbitro(s): Flavio Rojas |

| 21 de abril de 1999 | Estudiantes de Mérida | 0:1 (0:1) | Emelec      | Estadio Guillermo Soto Rosa, Mérida |                                   |
|                     |                       |           | 37' Moreira | Árbitro(s): José Arana Villamonte   | Árbitro(s): José Arana Villamonte |

| 14 de abril de 1999 | Bella Vista            | 2:2 (0:1) | Universidad Católica    | Estadio Domingo Burgueño, Maldonado |                              |
|                     | Alonso 72' · Lembo 89' |           | 36' Ríos · 54' Figueroa | Árbitro(s): Horacio Elizondo        | Árbitro(s): Horacio Elizondo |

| 21 de abril de 1999 | Universidad Católica | 1:3 (0:1) | Bella Vista                         | Estadio San Carlos de Apoquindo, Santiago |                         |
|                     | Figueroa 67'         |           | 35' García · 70' Lemos · 82' Alonso | Árbitro(s): René Ortubé                   | Árbitro(s): René Ortubé |

| 14 de abril de 1999 | Deportivo Cali                 | 2:0 (2:0) | Colo-Colo | Estadio Pascual Guerrero, Cali |                              |
|                     | Bonilla 3' · Zapata 12' (pen.) |           |           | Árbitro(s): Gilberto Hidalgo   | Árbitro(s): Gilberto Hidalgo |

| 21 de abril de 1999 | Colo-Colo      | 1:0 (0:0) | Deportivo Cali | Estadio Monumental, Santiago |                          |
|                     | Montecinos 48' |           |                | Árbitro(s): Saúl Feldman     | Árbitro(s): Saúl Feldman |

### Cuartos de final
| 5 de mayo de 1999 | Palmeiras               | 2:0 (1:0) | Corinthians | Estadio Morumbi, São Paulo          |                                     |
|                   | Oséas 19' · Rogério 67' |           |             | Árbitro(s): Paulo Cesar de Oliveira | Árbitro(s): Paulo Cesar de Oliveira |

| 12 de mayo de 1999 | Corinthians                         | 2:0 (1:0) (2:4 p.)         | Palmeiras                      | Estadio Morumbi, São Paulo      |                                 |
|                    | Edílson 31' · Ricardinho 54'        |                            |                                | Árbitro(s): Oscar Roberto Godói | Árbitro(s): Oscar Roberto Godói |
|                    |                                     | Tiros desde el punto penal |                                |                                 |                                 |
|                    | Rincón · Dinei · Vampeta · Sylvinho |                            | Arce · Evair · Rogério · Zinho |                                 |                                 |

| 5 de mayo de 1999 | River Plate             | 2:0 (1:0) | Vélez Sarsfield | Estadio Monumental, Buenos Aires |                              |
|                   | Sorín 32' · Saviola 71' |           |                 | Árbitro(s): Horacio Elizondo     | Árbitro(s): Horacio Elizondo |

| 12 de mayo de 1999 | Vélez Sarsfield | 1:0 (0:0) | River Plate | Estadio José Amalfitani, Buenos Aires |                           |
|                    | Bassedas 73'    |           |             | Árbitro(s): Ángel Sánchez             | Árbitro(s): Ángel Sánchez |

| 5 de mayo de 1999 | Estudiantes de Mérida                  | 3:0 (2:0) | Cerro Porteño | Estadio Guillermo Soto Rosa, Mérida |                              |
|                   | Echenausi 24' · Raíces 41' · Morán 86' |           |               | Árbitro(s): Gilberto Hidalgo        | Árbitro(s): Gilberto Hidalgo |

| 12 de mayo de 1999 | Cerro Porteño                                                     | 4:0 (1:0) | Estudiantes de Mérida | Estadio General Pablo Rojas, Asunción |                            |
|                    | M. Caballero 27' · Blanco 48' · Gauchinho 68' · Aceval 87' (pen.) |           |                       | Árbitro(s): Márcio Rezende            | Árbitro(s): Márcio Rezende |

| 5 de mayo de 1999 | Deportivo Cali           | 2:1 (1:1) | Bella Vista | Estadio Pascual Guerrero, Cali |                            |
|                   | Zapata 41' · Bonilla 66' |           | 10' Pumar   | Árbitro(s): Luis Solórzano     | Árbitro(s): Luis Solórzano |

| 12 de mayo de 1999 | Bella Vista | 1:1 (0:0) | Deportivo Cali | Estadio Domingo Burgueño, Maldonado |                            |
|                    | García 59'  |           | 79' Bonilla    | Árbitro(s): Oscar Sequeira          | Árbitro(s): Oscar Sequeira |

### Semifinales
| 19 de mayo de 1999 | River Plate | 1:0 (0:0) | Palmeiras | Estadio Monumental, Buenos Aires |                           |
|                    | Berti 48'   |           |           | Árbitro(s): Ubaldo Aquino        | Árbitro(s): Ubaldo Aquino |

| 26 de mayo de 1999 | Palmeiras                        | 3:0 (2:0) | River Plate | Estadio Palestra Itália, São Paulo |                            |
|                    | Alex 17', 88' · Roque Júnior 19' |           |             | Árbitro(s): Gustavo Méndez         | Árbitro(s): Gustavo Méndez |

| 19 de mayo de 1999 | Deportivo Cali                                       | 4:0 (1:0) | Cerro Porteño | Estadio Pascual Guerrero, Cali |                           |
|                    | Castillo 35' · Candelo 46' · Córdoba 86' · Pérez 88' |           |               | Árbitro(s): Ángel Sánchez      | Árbitro(s): Ángel Sánchez |

| 26 de mayo de 1999 | Cerro Porteño                                    | 3:2 (1:1) | Deportivo Cali            | Estadio General Pablo Rojas, Asunción |                               |
|                    | D. Caballero 36' · Gauchinho 61' · Alvarenga 80' |           | 27' Candelo · 89' Bonilla | Árbitro(s): Luis Mariano Peña         | Árbitro(s): Luis Mariano Peña |

### Final
| Ida; 2 de junio de 1999, 20:10 (UTC-5) | Deportivo Cali | 1:0 (1:0) | Palmeiras | Estadio Pascual Guerrero, Cali                                   |                                                                  |
|                                        | Bonilla 42'    | Reporte   |           | Asistencia: 37 000 espectadores Árbitro(s): Mario Sánchez Yantén | Asistencia: 37 000 espectadores Árbitro(s): Mario Sánchez Yantén |

| Vuelta; 16 de junio de 1999, 21:40 (UTC-3) | Palmeiras                                        | 2:1 (0:0) (4:3 p.)         | Deportivo Cali                              | Estadio Palestra Itália, São Paulo                        |                                                           |
|                                            | Evair 64' (pen.) · Oséas 75'                     | Reporte                    | 69' (pen.) Zapata                           | Asistencia: 32 000 espectadores Árbitro(s): Ubaldo Aquino | Asistencia: 32 000 espectadores Árbitro(s): Ubaldo Aquino |
|                                            |                                                  | Tiros desde el punto penal |                                             |                                                           |                                                           |
|                                            | Zinho · Baiano · Roque Júnior · Rogério · Euller |                            | Dudamel · Gaviria · Yepes · Bedoya · Zapata |                                                           |                                                           |

|                               |
| Bandera de Brasil             |
| Campeón Palmeiras 1.er título |

## Estadísticas

### Goleadores
| Jugador                 | Club                  | Goles |
| ----------------------- | --------------------- | ----- |
| Víctor Bonilla          | Deportivo Cali        | 6     |
| Fernando Baiano         | Corinthians           | 6     |
| Gauchinho               | Cerro Porteño         | 6     |
| Ruberth Morán           | Estudiantes de Mérida | 6     |
| Rubén Sosa              | Nacional              | 6     |
| Martín Zapata           | Deportivo Cali        | 6     |
| Diego Alonso            | Bella Vista           | 5     |
| Mauro Antonio Caballero | Cerro Porteño         | 5     |
| Dinei                   | Corinthians           | 5     |
| Júnior Baiano           | Palmeiras             | 5     |
| Sérgio João             | Bolívar               | 5     |

## Tabla general
| Equipo | Equipo                   | Pts | PJ | PG | PE | PP | GF | GC | Dif |
| ------ | ------------------------ | --- | -- | -- | -- | -- | -- | -- | --- |
| 1      | Palmeiras                | 23  | 14 | 7  | 2  | 5  | 24 | 18 | +6  |
| 2      | Deportivo Cali           | 22  | 14 | 7  | 1  | 6  | 17 | 16 | +1  |
| 3      | River Plate              | 17  | 12 | 5  | 2  | 5  | 12 | 13 | -1  |
| 4      | Cerro Porteño            | 16  | 12 | 5  | 1  | 6  | 27 | 31 | -4  |
| 5      | Estudiantes de Mérida    | 25  | 16 | 8  | 1  | 7  | 24 | 29 | –5  |
| 6      | Corinthians              | 19  | 10 | 6  | 1  | 3  | 24 | 13 | +11 |
| 7      | Vélez Sarsfield          | 16  | 10 | 4  | 4  | 2  | 11 | 6  | +5  |
| 8      | Bella Vista              | 12  | 10 | 3  | 3  | 4  | 16 | 12 | +4  |
| 9      | Nacional                 | 15  | 8  | 5  | 0  | 3  | 11 | 14 | –3  |
| 10     | Liga de Quito            | 13  | 8  | 4  | 1  | 3  | 11 | 9  | +2  |
| 11     | Universidad Católica     | 12  | 8  | 3  | 3  | 2  | 12 | 10 | +2  |
| 12     | Emelec                   | 12  | 8  | 4  | 0  | 4  | 11 | 15 | –4  |
| 13     | Colo-Colo                | 11  | 8  | 3  | 2  | 3  | 6  | 9  | –3  |
| 14     | Jorge Wilstermann        | 9   | 8  | 2  | 3  | 3  | 12 | 15 | –3  |
| 15     | Universitario            | 8   | 8  | 2  | 2  | 4  | 7  | 12 | –5  |
| 16     | Vasco da Gama            | 1   | 2  | 0  | 1  | 1  | 3  | 5  | –2  |
| 17     | Monterrey                | 17  | 12 | 5  | 2  | 5  | 23 | 18 | +5  |
| 18     | Once Caldas              | 7   | 6  | 2  | 1  | 3  | 7  | 6  | +1  |
| 19     | Blooming                 | 7   | 6  | 2  | 1  | 3  | 5  | 4  | +1  |
| 20     | Sporting Cristal         | 5   | 6  | 0  | 5  | 1  | 7  | 8  | –1  |
| 21     | Olimpia                  | 5   | 6  | 1  | 2  | 3  | 11 | 15 | –4  |
| 22     | Necaxa                   | 9   | 6  | 2  | 3  | 1  | 5  | 3  | +2  |
| 23     | Universidad de Los Andes | 4   | 6  | 1  | 1  | 4  | 5  | 11 | –6  |